# Shanghai Noon
Shanghai Noon is een Amerikaanse film uit 2000 onder regie van Tom Dey. De hoofdrollen worden vertolkt door Jackie Chan en Owen Wilson.

## Verhaal
Peking, 1881. De Chinese prinses Pei Pei (Lucy Liu) is gedwongen met iemand te trouwen en wil dit niet. Daarom vlucht ze naar de Verenigde Staten. Haar begeleiders blijken echter gangsters te zijn en ontvoeren haar. Het is aan Chon Wang (Jackie Chan), lid van de keizerlijke garde, om haar te redden. Tijdens zijn missie in Amerika krijgt hij hulp van dief en rokkenjager Roy O'Bannon (Owen Wilson) en Falling Leaves (Brandon Merrill), een Sioux-vrouw.

## Rolverdeling
| Acteur          | Personage        |
| --------------- | ---------------- |
| Jackie Chan     | Chon Wang        |
| Owen Wilson     | Roy O'Bannon     |
| Lucy Liu        | Princes Pei Pei  |
| Brandon Merrill | Falling Leaves   |
| Roger Yuan      | Lo Fong          |
| Xander Berkeley | Nathan Van Cleef |